# Sericia cymosema
Sericia cymosema là một loài bướm đêm trong họ Erebidae.